# Jan Misiurewicz

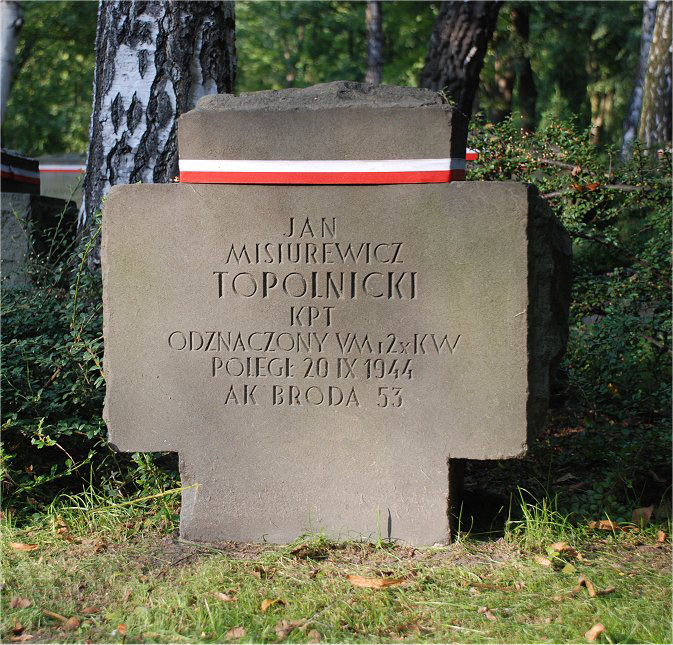
Mogiła na Powązkach

Jan Misiurewicz ps. Topolnicki (ur. ?, zm. 20 września 1944 w Warszawie) – kapitan, uczestnik powstania warszawskiego jako dowódca kompanii „Topolnicki” Armii Krajowej.

## Życiorys
Podczas okupacji działał w polskim podziemiu zbrojnym.
13 września 1944 ciężko ranny podczas walk powstańczych przy ul. Okrąg na Czerniakowie. 20 września 1944 wraz z ok. 120 innymi rannymi powstańcami został zamordowany przez żołnierzy niemieckich w szpitalu powstańczym przy ul. Wilanowskiej 5. Pochowany w kwaterach żołnierzy i sanitariuszek Brygady Dywersyjnej „Broda 53” na Wojskowych Powązkach w Warszawie (kwatera A24-12-4).
Odznaczony Orderem Virtuti Militari i dwukrotnie Krzyżem Walecznych.